# Vanessa Larré
Pour les articles homonymes, voir Larré.
Vanessa Larré, née à Genève, est une actrice et metteur en scène suisse.

## Biographie
Après avoir fait une école de commerce, Vanessa Larré travaille à la télévision suisse où elle présente des émissions du département jeunesse. En 1988, elle s'inscrit aux cours au théâtre Claude Delon de Genève puis entre au Conservatoire de Genève. Elle commence une carrière aux côtés d'acteurs comme Patrick Catalifo et Thierry Frémont et notamment dans deux pièces de Marivaux : Les Acteurs de bonne foi et L'École des mères à la Comédie de Genève avec Claude Stratz à la mise en scène. Catalifo l'incite à venir au Conservatoire national supérieur d'art dramatique de Paris, où elle passe le concours en 1993. Débute alors sa participation à des séries comme Navarro, Nestor Burma, etc.
En 2011, elle met en scène son premier projet : Concert à la carte de Franz Xaver Kroetz, puis Femme d’intérieur du même auteur.
En 2014, elle co-adapte et met en scène King Kong Théorie de Virginie Despentes au Théâtre La Pépinière à Paris puis au TNP Villeurbanne en 2017. La pièce est reprise en 2018 au Théâtre de l'Atelier à Paris.
De 2012 à 2015, elle participe, dans le cadre des Chantiers Nomades, à un cycle de formation en trois étapes avec le metteur en scène Krystian Lupa.
Elle enseigne le théâtre à Paris et à Orléans.
En 2016, elle anime un atelier de théâtre au quartier femmes du Centre pénitentiaire de Saran.
En 2019, Vanessa Larré écrit et met en scène La passe ayant pour thème la prostitution.

## Filmographie

### Cinéma
- 1995 : Noir comme le souvenir de Jean-Pierre Mocky : Tina
- 2000 : La Captive de Chantal Akerman : Hélène
- 2001 : Malraux, tu m'étonnes ! de Michèle Rosier : Josette Clotis
- 2003 : Gaule de Jérôme Leuba
- 2005 : Le Couperet de Costa-Gavras : la prédatrice
- 2005 : Avant qu'il ne soit trop tard de Laurent Dussaux : Clarisse
- 2009 : Unfinished Stories, moyen-métrage d'Abel Davoine : Lasné
- 2012 : La Cerise sur le gâteau de Laura Morante : Valérie
- 2015 : Le Grand Jeu de Nicolas Pariser : Juliette

### Courts métrages
- 1995 : Film de famille de Jean-Pierre Delattre
- 1997 : Miss Memory d'Antoine Garceau
- 2002 : Lee's season d'Emmanuelle Antille
- 2004 : Le Promis juré de Pauline Karli Gygax
- 2007 : Os de Stanley Woodward : Pénélope
- 2010 : La République de Nicolas Pariser : Juliette

### Télévision
- 1992 : La Confession du pasteur Burg, téléfilm de Jean-Jacques Lagrange : Geneviève Henchoz
- 1992 : Carré d'as
- 1993 : Le Ciel pour témoin, téléfilm de Denis Amar : Annie
- 1993 : Nestor Burma (série télévisée), saison 2, épisode 7 : Retour au bercail de Pierre Koralnik : Agnès
- 1994 : Navarro : Crime de sang de Nicolas Ribowski : Corinne
- 1996 : Les Alsaciens ou les Deux Mathilde de Michel Favart (feuilleton TV) : Odile
- 2001 : Lyon police spéciale : L'Affaire Paoli de Bertrand Arthuys : Alice
- 2002 : On ne choisit pas sa famille, téléfilm de François Luciani : Anaïs Montjaurret
- 2002 : Florence Larrieu, le juge est une femme (épisode #8.1) : Soumission : Léa Garnier
- 2003 : L'Année de mes sept ans, téléfilm d'Irène Jouannet : Marthe
- 2003 : L'Instit : Secrets de Jérôme Porte : Françoise Ledoux
- 2004 : Maigret : Maigret et la demoiselle de compagnie de Franck Apprederis : Cécile Ledru
- 2005 : Le Juge (mini-série) : Emma Lourcey
- 2005 : Vénus et Apollon (6 épisodes) : Laure
- 2006 : Comme deux gouttes d'eau, téléfilm de Stéphane Kurc : Léa Duvalier
- 2006 : Alex Santana, négociateur - épisode #1.9 : Le prédateur de René Manzor : Valérie Reyner
- 2006 : Marion Jourdan: Tueur de flics de Jean-Marc Seban : Carole
- 2007 : Les Zygs, le secret des disparus, téléfilm de Jacques Fansten : Luce / Béluce
- 2007 : Les Bleus, premiers pas dans la police - épisode #1.12 : Enquête interne de Patrick Poubel : L'inspectrice de l'IGS
- 2008 : Le Nouveau Monde, téléfilm de Étienne Dhaene : Marion
- 2008 : Inéluctable, téléfilm de François Luciani : Blandine Maurizet
- 2008 : Nicolas Le Floch - épisode #2.1 : Le fantôme de la rue Royale de Hugues Pagan : Émilie Galaine
- 2009 : Le Chasseur (série en 6 épisodes) : Charlotte
- 2009 : Diane, femme flic : L’enfant du désir : Marion Deville
- 2011 : Boulevard du Palais - épisode #13.2 : Fou à délier de Jean-Marc Vervoort : Isabelle
- 2012 : L'Innocent, téléfilm de Pierre Boutron : Martine Legendre
- 2013 : Tango - épisode #1.3 : La vengeance du corbeau de Nicolas Herdt : Gabrielle Nivert
- 2013 : Dommages Collatéraux, téléfilm de Michel Favart : Maître Hélène Pascaud
- 2014 : Piège blanc, téléfilm d'Abel Ferry : Florence Prieur
- 2016 : Emma : Mort aux vainqueurs : Eve de Condrieu
- 2016 : Emma : Question de confiance : Eve de Condrieu
- 2016 : Mongeville : Amicalement meurtre : Anne Rochouant

### Émissions de télévision
- 1993 : L'ours Maturin et la famille Wallace : Renate

## Théâtre

### Comédienne
- 1992 : L’école des mères de Marivaux mise en scène Claude Stratz, Comédie de Genève

- 1992 :  Les acteurs de bonne foi de Marivaux mise en scène Claude Stratz, Comédie de Genève

- 1993 : Le Misanthrope de Molière, mise en scène Simon Eine, Théâtre de Carouge
- 1995 : Le retour au désert de Bernard-Marie Koltès, mise en scène Jacques Nichet, Théâtre des Treize Vents
- 1997 : Macbeth d'après William Shakespeare, mise en scène Katharina Thalbach, Théâtre National de Chaillot et Comédie de Genève
- 1998 : La dame de chez Maxim de Georges Feydeau, mise en scène Roger Planchon
- 2000 : Tes de Jérôme Robart mise en scène Jérôme Robart, Théâtre du Port de la Lune et théâtre Gérard Philippe
- 2001 : Mesure pour mesure de William Shakespeare, mise en scène Jacques Nichet, Théâtre de Sceaux et Théâtre National de Toulouse
- 2003 : Eddy, F. de pute de Jérôme Robart, mise en scène Jérôme Robart, Théâtre Ouvert
- 2004 : Paradise de Daniel Keene, mise en scène Laurent Laffargue, CDN d'Aubervilliers, CDN de Reims, tournée

- 2010 : Something Wilde d'après Oscar Wilde, mise en scène Anne Bisang, théâtre Artistic Athévains
- 2011 : Concert à la carte de Franz Xaver Kroetz, conception Vanessa Larré, théâtre de Dijon et au Centre Dramatique d'Orléans
- 2013 : La Femme gauchère d'après Peter Handke, mise en scène Christophe Perton, théâtre du Rond-Point
- 2014 : Femmes d'intérieur  d'après Franz Xaver Kroetz, mise en scène Vanessa Larré, Centre Dramatique National d'Orléans
- 2015 : Nos Serments inspiré de La Maman et la Putain de Jean Eustache, mise en scène de Julie Duclos, théâtre de la Colline [5]

- 2017 : MayDay de Dorothée Zumstein, mise en scène Julie Duclos, théâtre de la Colline

### Mise en scène
- 2011 : Concert à la carte de Franz Xaver Kroetz, conception Vanessa Larré, théâtre de Dijon et au Centre Dramatique d'Orléans

- 2014 : Femmes d'intérieur d'après Franz Xaver Kroetz, mise en scène Vanessa Larré, Centre Dramatique National d'Orléans et L'Avant Seine de Colombes

- 2014 : King Kong Théorie d'après Virginie Despentes, mise en scène Vanessa Larré et Valérie De Dietrich, Théâtre de l’Atelier

- 2014-2017 : King Kong Théorie d'après Virginie Despentes, mise en scène Vanessa Larré et Valérie De Dietrich, Théâtre de La Pépinière, Festival d'Avignon, TNP Villeurbanne, Théâtre de l'Atelier

- 2019-2020 : La Passe de Vanessa Larré, mise en scène Vanessa Larré, Scène Nationale d'Annecy, Festival du TNB à Rennes, Théâtre du Bois de L'Aune à Aix en Provence, Résidence de création Le Grand Parquet, Théâtre Paris-Villette, Théâtre des Quartiers d'Ivry, Théâtre Ouvert, La Chartreuse de Villeneuve-lès-Avignon

### Auteur
- 2019 : La Passe de Vanessa Larré,  mise en scène Vanessa Larré

### Adaptatrice
- 2014 : Femmes d'intérieur d'après Franz Xaver Kroetz, mise en scène Vanessa Larré, Centre Dramatique National d'Orléans et L'Avant Seine de Colombes

- 2014 : King Kong Théorie d'après Virginie Despentes, mise en scène Vanessa Larré et Valérie De Dietrich, Théâtre de l’Atelier de Paris

### Participation
- 2015 : Nos Serments inspiré de La Maman et la Putain de Jean Eustache, mise en scène de Julie Duclos, théâtre de la Colline

- 2019 : Susan d'après Susan Sontag, conception Alix Riemer

## Distinction
- 1998 : Prix du Meilleur Espoir Européen Féminin du court-métrage pour son rôle dans Miss Memory d'Antoine Garceau, au Festival de Genève.